# Rinaldo Varalda
Rinaldo Varalda (Caresana, 5 luglio 1895 – Torino, 9 febbraio 1956) è stato un calciatore italiano, di ruolo attaccante.
Era noto come Varalda II per distinguerlo dall'omonimo compagno di squadra Francesco (Varalda I).

## Carriera
Fece il suo esordio con la Juventus contro la Biellese il 26 ottobre 1919 in una vittoria per 4-0 dove fece anche la sua prima rete, mentre la sua ultima partita fu contro la US Torinese il 21 novembre 1920 in una sconfitta per 2-1. Nelle sue due stagioni bianconere collezionò 20 presenze e 2 reti.

## Statistiche

### Presenze e reti nei club
| Stagione        | Club            | Campionato      | Campionato | Campionato |
| Stagione        | Club            | Comp            | Pres       | Reti       |
| --------------- | --------------- | --------------- | ---------- | ---------- |
| 1919-1920       | Juventus        | Prima Categoria | 19         | 2          |
| 1920-1921       | Juventus        | Prima Categoria | 1          | 0          |
| Totale Juventus | Totale Juventus |                 | 20         | 2          |
| Totale carriera | Totale carriera |                 | 20         | 2          |